# Borikenophis sanctaecrucis
Borikenophis sanctaecrucis е изчезнал вид влечуго от семейство Смокообразни (Colubridae).

## Разпространение
Видът е ендемичен за горите на Сейнт Крой, Вирджински острови на САЩ.